# Естра-Йоїнге (комуна)
Комуна Естра-Йоїнге (швед. Östra Göinge kommun) — адміністративно-територіальна одиниця місцевого самоврядування, що розташована в лені Сконе у південній Швеції.
Естра-Йоїнге 196-а за величиною території комуна Швеції. Адміністративний центр комуни — місто Брубю.

## Населення
Населення становить 13 638 чоловік (станом на вересень 2012 року). 
| Кількість населення комуни Естра-Йоїнге за 1970-2010 роки | Кількість населення комуни Естра-Йоїнге за 1970-2010 роки | Кількість населення комуни Естра-Йоїнге за 1970-2010 роки | Кількість населення комуни Естра-Йоїнге за 1970-2010 роки | Кількість населення комуни Естра-Йоїнге за 1970-2010 роки |
| --------------------------------------------------------- | --------------------------------------------------------- | --------------------------------------------------------- | --------------------------------------------------------- | --------------------------------------------------------- |
| Рік                                                       |                                                           |                                                           | Населення                                                 |                                                           |
| 1970                                                      | 1970                                                      |                                                           | 14 543                                                    | 14 543                                                    |
| 1975                                                      | 1975                                                      |                                                           | 14 942                                                    | 14 942                                                    |
| 1980                                                      | 1980                                                      |                                                           | 15 424                                                    | 15 424                                                    |
| 1985                                                      | 1985                                                      |                                                           | 14 879                                                    | 14 879                                                    |
| 1990                                                      | 1990                                                      |                                                           | 15 082                                                    | 15 082                                                    |
| 1995                                                      | 1995                                                      |                                                           | 15 061                                                    | 15 061                                                    |
| 2000                                                      | 2000                                                      |                                                           | 14 215                                                    | 14 215                                                    |
| 2005                                                      | 2005                                                      |                                                           | 13 991                                                    | 13 991                                                    |
| 2010                                                      | 2010                                                      |                                                           | 13 590                                                    | 13 590                                                    |
| Джерело: SCB                                              |                                                           |                                                           |                                                           |                                                           |

## Населені пункти
Комуні підпорядковано 7 міських поселень (tätort) та низка сільських, більші з яких:
- Брубю (Broby)
- Кніслінґе (Knislinge)
- Ґлімокра (Glimåkra)
- Сіббгульт (Sibbhult)
- Ганаскуґ (Hanaskog)
- Іммельн (Immeln)
- Єрсос (Hjärsås)

## Галерея

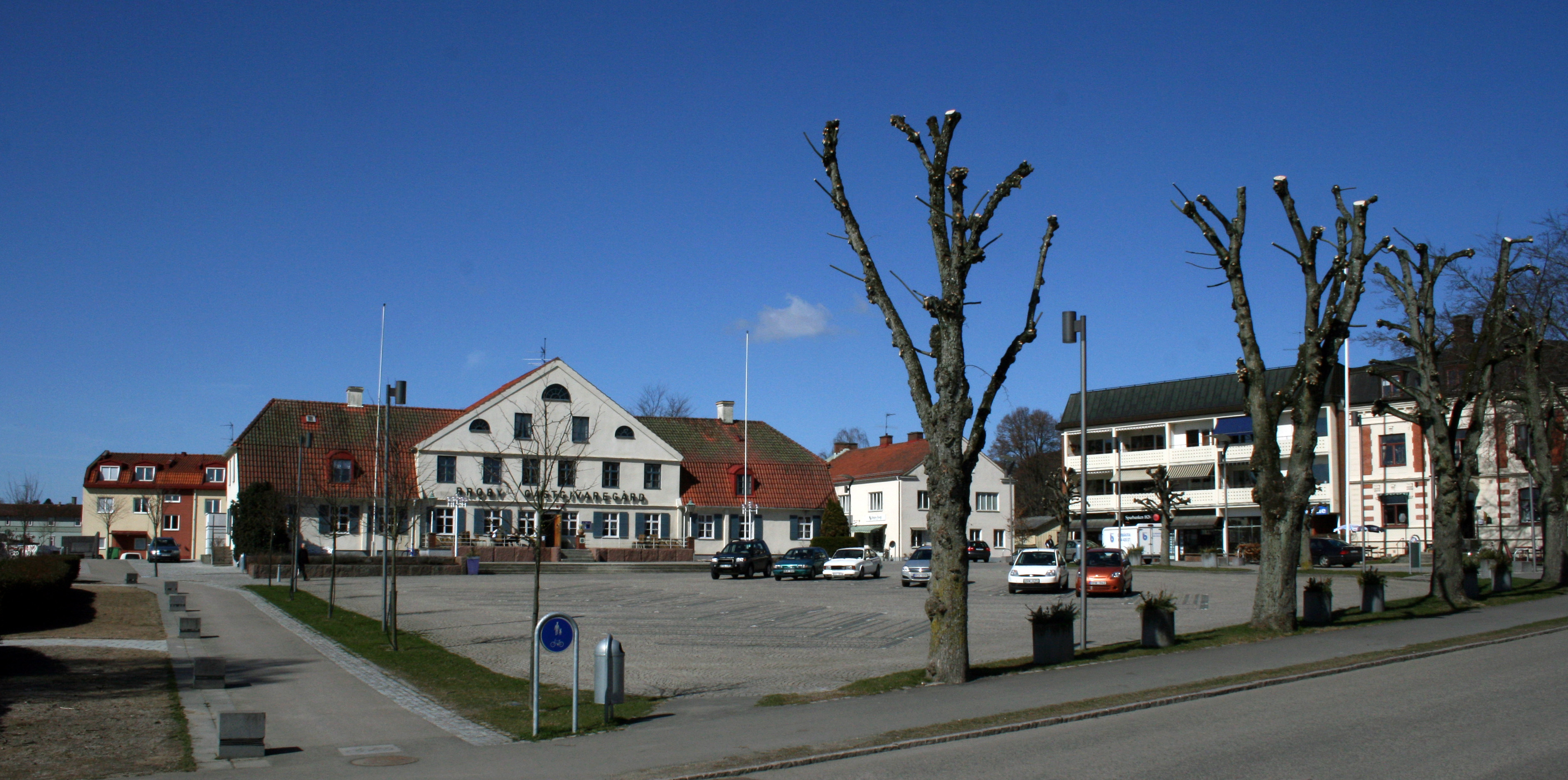
Місто Брубю
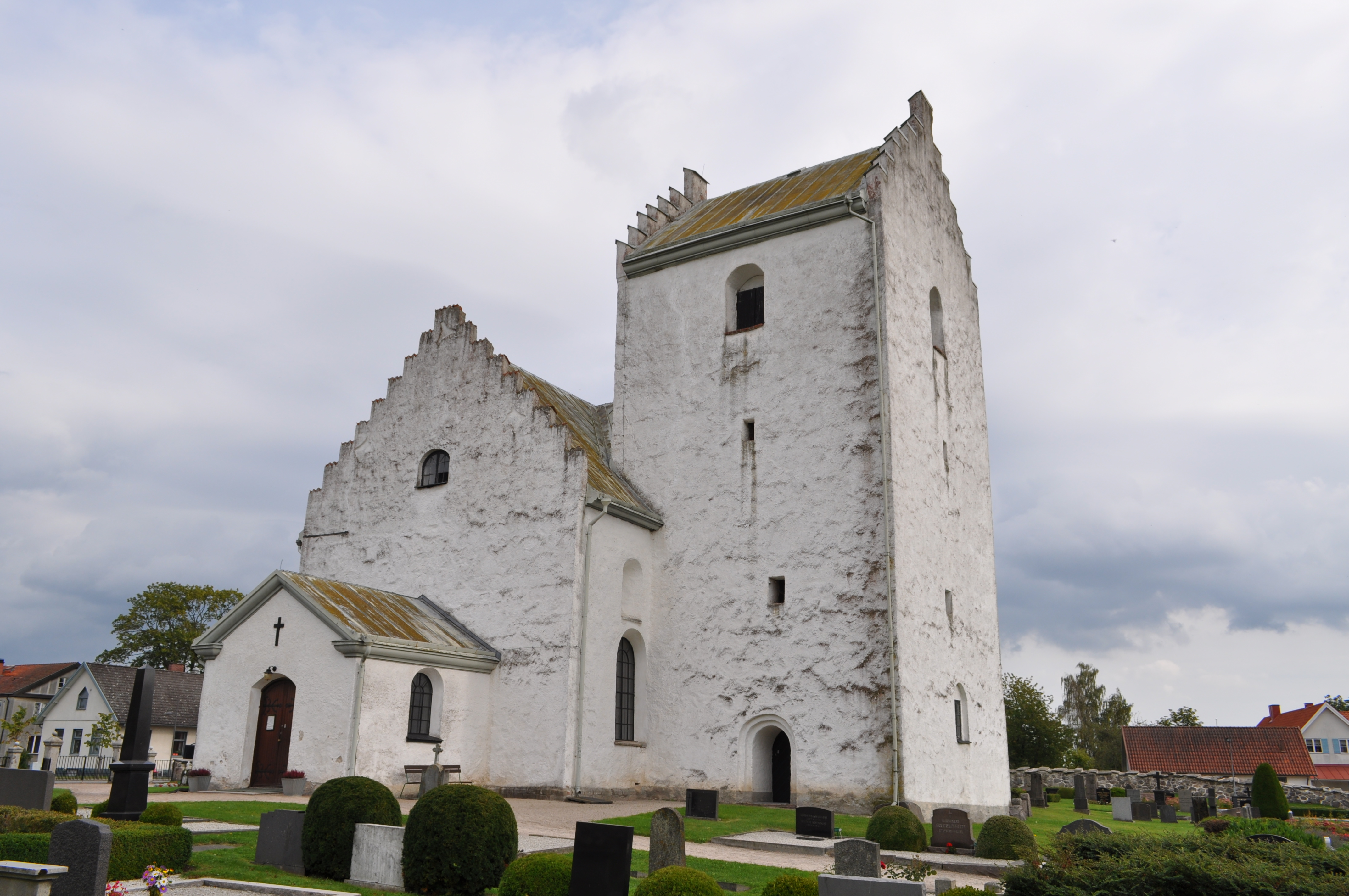
Церква (Кніслінґе)
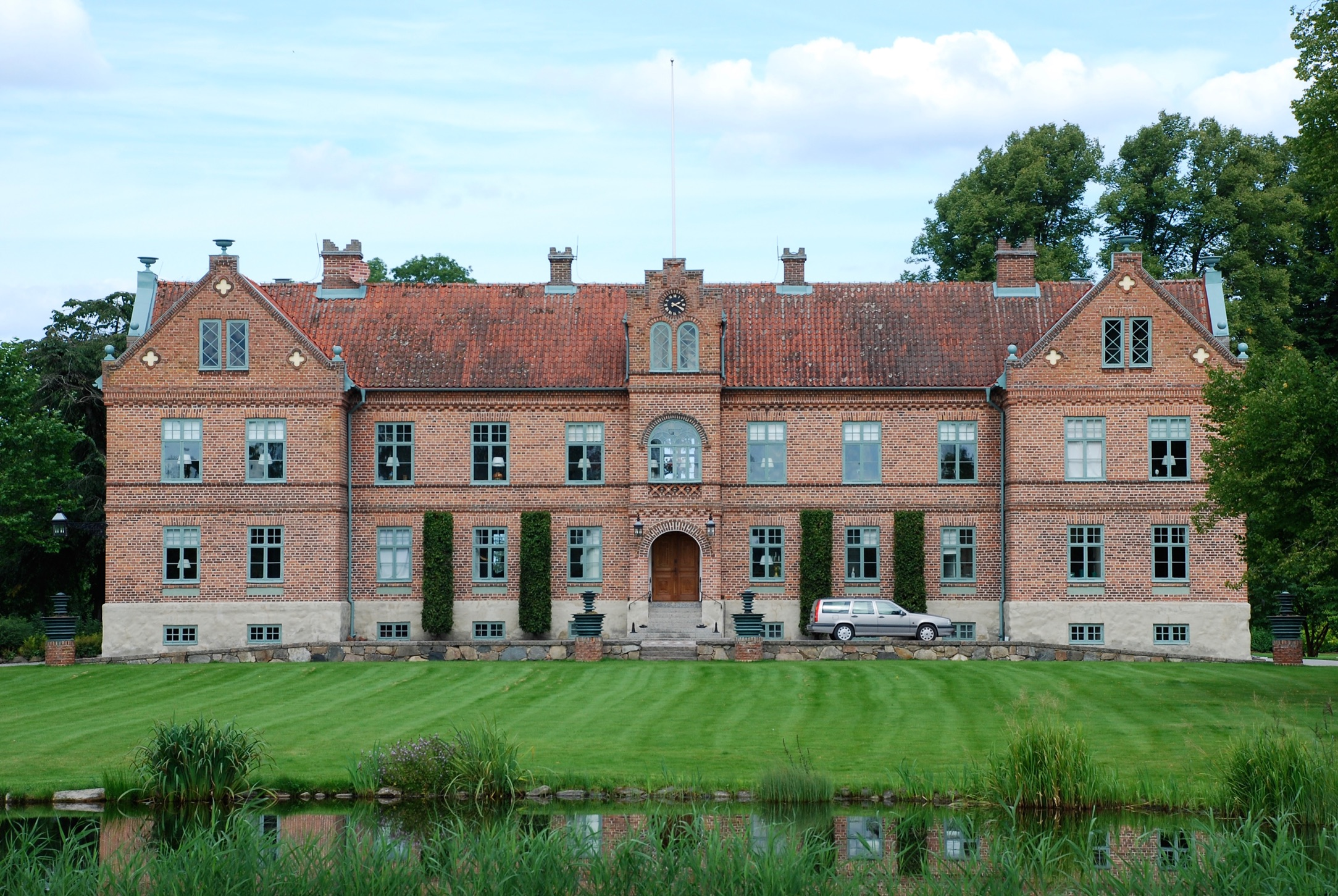
Замок Ганаскуґ

## Виноски
1. ↑  Andersson P. Sveriges kommunindelning 1863-1993 — Mjölby: Draking, 1993. — 132 с. — ISBN 978-91-87784-05-7
2. ↑  Folkmangd i riket, lan och kommuner (шв.) . Центральне бюро статистики Швеції. Архів оригіналу за 20 серпня 2013. Процитовано 21 лютого 2013.